# Јан Замојски
Јан Замојски (пољ. Jan Zamoyski; Скоковка, 19. март 1542 — Замошч, 3. јун 1605) је био пољски државник и војсковођа.
Заузимао високе положаје у политичком животу. Као војсковођа истакао се у борбама против Руса и Аустријанаца. Написао је дело О Римском сенату.